# Matteson, Illinois
Matteson är en ort (village) i Cook County, och  Will County, i delstaten Illinois, USA. Enligt United States Census Bureau har orten en folkmängd på 19 093 invånare (2011) och en landarea på 24,1 km².